# ЛДПР
Либера́льно-демократи́ческая па́ртия Росси́и — действующая зарегистрированная российская ультраправая популистская националистическая политическая партия.
ЛДПР берёт своё начало от Либерально-демократической партии Советского Союза, учреждённая 13 декабря 1989 года, и, по воспоминаниям главы Пятого управления КГБ СССР Филиппа Бобкова, а также члена Политбюро ЦК КПСС Александра Яковлева, была создана КГБ как партия-спойлер либеральных движений, что переопределило всю её дальнейшую деятельность и популистичность. Скандал, связанный с данным фактом, который произошёл в 1994 году из-за заявления-расследования команды Собчака, привёл к расколу и крупному кризису в партии, а также обрушению её поддержки, из которого партия смогла выйти лишь в начале 2000-х годов. В современном виде, как российская партия, существует с 18 апреля 1992 года .
По мнению независимых журналистов и политологов, не является ни либеральной, ни демократической партией, а её идеология состоит из ультраправого русского национализма, ксенофобии, авторитаризма и фашизма. С момента своего основания, несмотря на декларируемую оппозиционность, является составной частью системной оппозиции, создающую иллюзию демократии в России, но при этом находясь под частичным контролем администрации президента РФ. При этом, начиная с 2024 года фактически не является даже системной оппозицией, так-как имеет своего представителя в кабинете министров РФ.
Структуру партии представляют региональные, местные и первичные отделения. Номинально, ЛДПР имеет региональные отделения в 89 субъектах РФ, в том числе на оккупированных Россией территориях.
Партия участвовала в выборах депутатов Государственной думы ФС РФ всех созывов и была представлена фракцией в каждом из них.

## Название
Как считают исследователи Андреас Умланд и Антон Шеховцов, название партии вводит в заблуждение: по их мнению, именование «Либерал-Демократическая» — рудимент изначальной роли организации как политтехнологического проекта начала 1990-х годов, когда, по-видимому, советские власти организовали «либеральную» псевдо-партию для дискредитации возникавших в те времена настоящих либерально-демократических течений.

## История

### 1989—1992: ЛДПСС
Первое собрание инициативной группы по созданию Либерально-демократической партии Советского Союза (ЛДПСС) прошло 13 декабря 1989 года в Москве. На нём присутствовали Владимир Богачёв, Станислав Жебровский, Владимир Жириновский, Лев Убожко и другие. Собрание постановило подготовить и созвать учредительный съезд ЛДПСС. Первый съезд партии прошёл 31 марта 1990 года в Москве, съезд утвердил программу и устав партии. Председателем ЛДПСС и членом Центрального комитета партии был избран Владимир Жириновский. Практически сразу после съезда, в максимально короткие сроки, партия получила регистрацию, и стала второй зарегистрированной легальной партией в СССР после КПСС.
По заявлению бывшего генерала КГБ Филиппа Бобкова, «в соответствии с идеями Зубатова», КПСС создала ЛДПСС как партию-спойлер для противодействия либеральным реформаторам, и он сам принимал в этом непосредственное участие. Об этом же вспоминает и Александр Яковлев, который услышал на одном из заседаний политбюро предложение от главы КГБ Крючкова об учреждении марионеточной либеральной партии. Об этом же утверждал и британский еженедельник The Economist в рамках своего расследования. В начале 1990-х годов, Анатолий Собчак обвинил ЛДПР в связях с КГБ, после чего, после внутренних разбирательств по поводу данных обвинений, в рядах ЛДПР произошёл раскол, в результате чего значительная часть ключевых сторонников и спонсоров партии вышли из неё или прекратили её поддержку, а партия впала в долгосрочный кризис, который закончился лишь в начале 2000-х годов. Сам Жириновский категорически отрицал любую связь с КГБ и её причастность к основанию партии.

### 1992 — 2022: ЛДПР при Жириновском

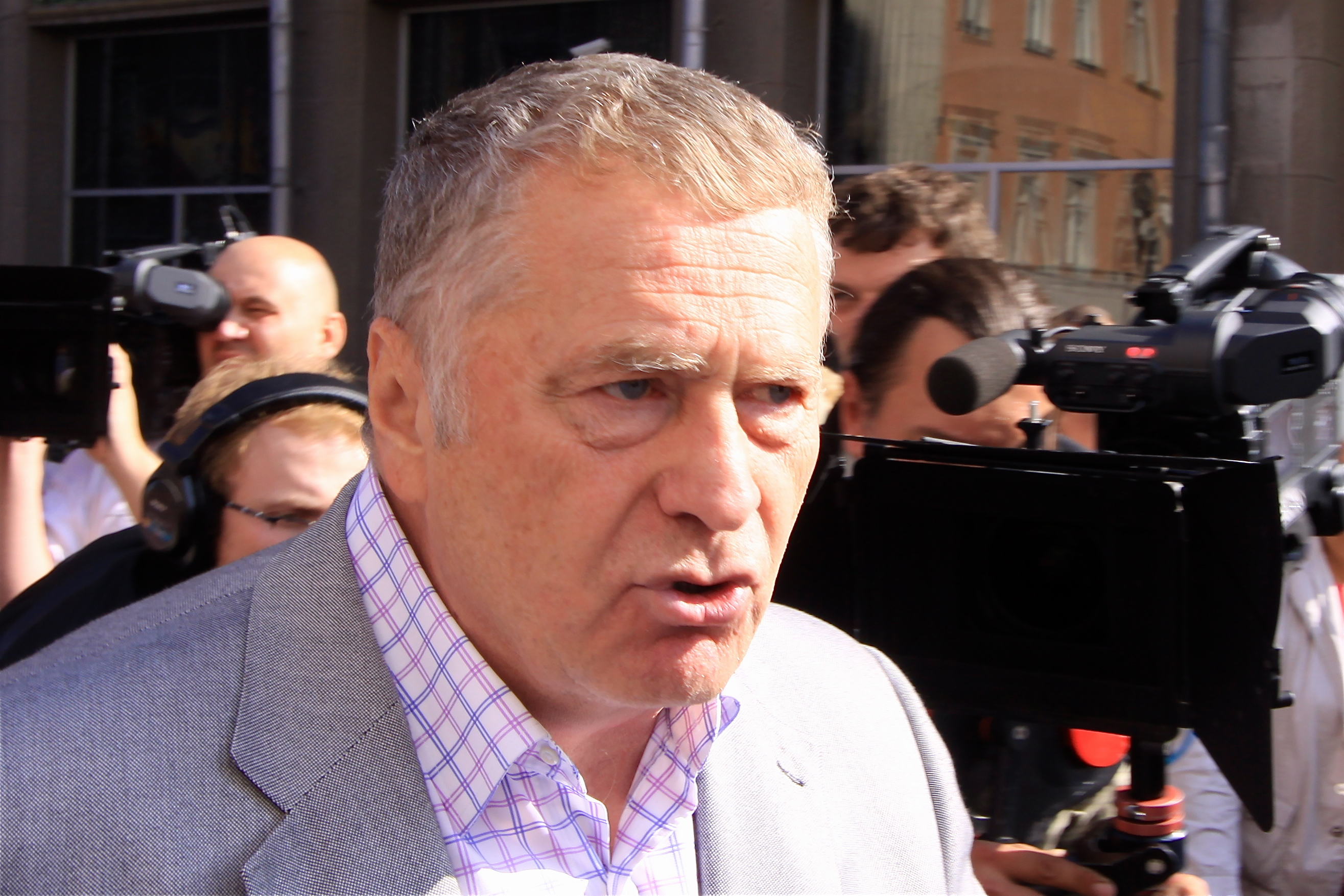
Владимир Вольфович Жириновский, лидер Либерально-демократической партии России (1992—2022)

18—19 апреля 1992 года в Москве прошёл III съезд ЛДПСС, на котором присутствовало, по официальным данным, 627 делегатов из 43 регионов. Партия была переименована в Либерально-демократическую партию России (ЛДПР). Председателем партии вновь был избран Владимир Жириновский, его заместителем — оператор подмосковной колхозной водокачки Ахмет Халитов. Единая партия ЛДПСС распалась на самостоятельные либерально-демократические партии России, Беларуси и Украины и других стран СНГ.
10 августа 1992 года Министерство юстиции России отменило регистрацию устава партии. По одним сведениям, в списках членов партии было более четырёх тысяч жителей Абхазской АССР, по другим — умерших людей. Руководство ЛДПР к осени 1992 года подготовило новую партийную документацию, в том числе списки её членов и передало их на рассмотрение в Министерство юстиции России. 14 декабря 1992 года устав ЛДПР был вновь зарегистрирован.

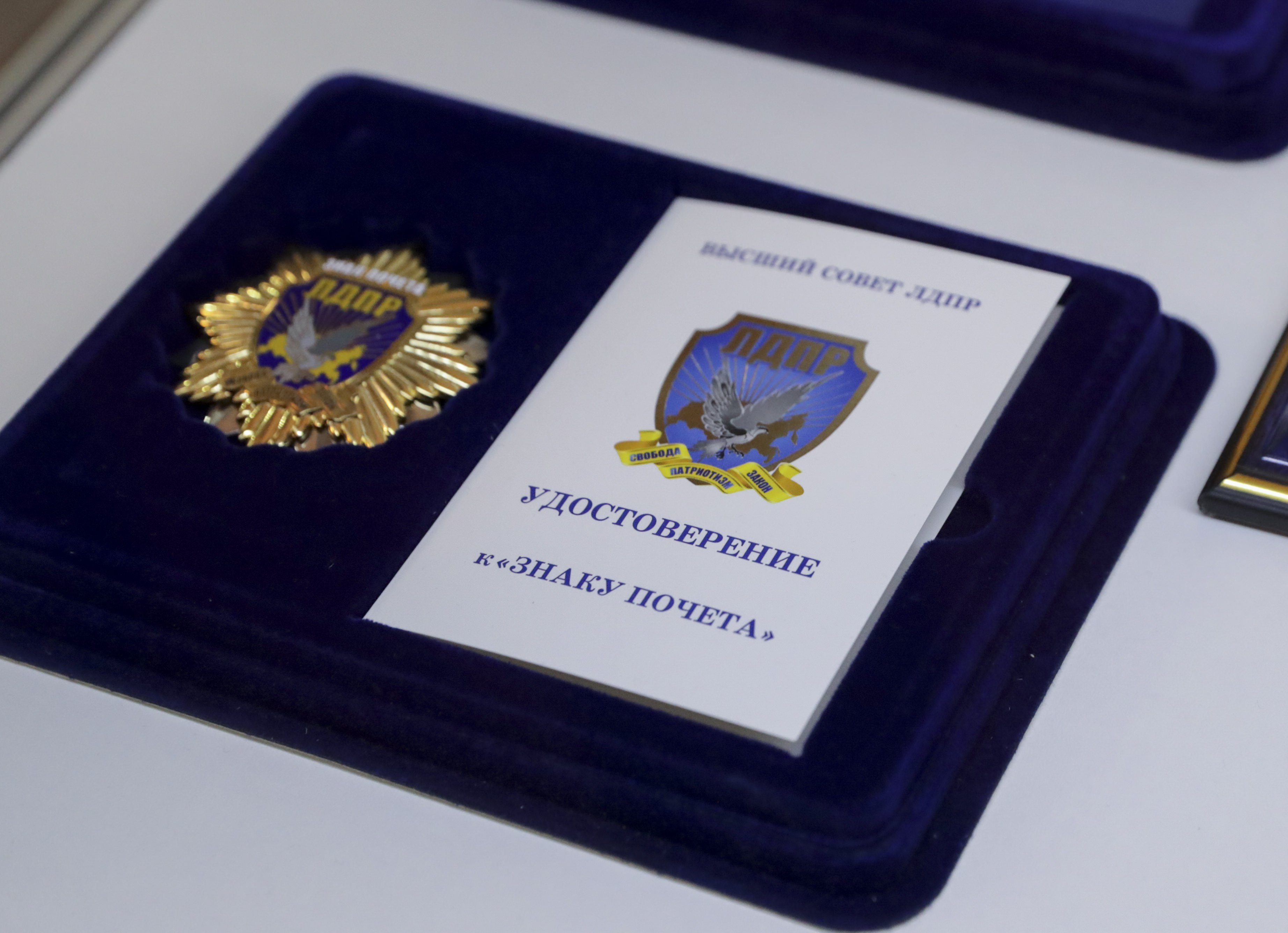
Знак почёта Либерально-демократической партии России

В первые годы своего существования ЛДПР, как сообщают зарубежные издательства, получала финансирование от праворадикального Немецкого народного союза, лидер которого, зарабатывавший на издательских публикациях Герхард Фрай, дружил с Владимиром Жириновским. Кроме того, с 1992 года партию спонсировал предприниматель Александр Венгеровский.
В начале 1994 года, разразился крупный скандал, связанный с расследованием и заявлениями Анатолия Собчака о вероятном учреждении партии КГБ в 1990 году для спойлерства либеральных движений. По итогу, скандал вызвал раскол в политической партии и громкому выходу значительной части её членов, а также сокращение финансирования. Партия оказалась в кризисе: её рейтинг и электоральная поддержка, а также результаты выборов последовательно снижалась, как и её представительство в ГД и региональных субъектах. По итогу, партия смогла выбраться из кризиса лишь после прихода Путина к власти в начале 2000-х годов.
25—28 марта 1995 года делегация депутатов Государственной Думы Федерального собрания Российской Федерации от фракции ЛДПР во главе с Владимиром Жириновским посетила Ливию по приглашению руководства страны. Состоялась встреча Жириновского с Муаммаром Каддафи.
8—11 февраля 1998 года состоялась поездка депутатов Государственной Думы от ЛДПР и журналистов во главе с Жириновским в Ирак с целью предотвращения бомбовых ударов США по Ираку и доставки в страну гуманитарной помощи.
15 марта 1999 года создан Институт мировых цивилизаций, учреждённый председателем ЛДПР Владимиром Жириновским. На момент 2013 года в институте преподают 18 докторов наук, профессоров, более 30 кандидатов наук, доцентов. Среди студентов более 50 лауреатов межвузовских конкурсов и научных конференций.
11 октября 1999 года, накануне парламентских выборов в России, Центральная избирательная комиссия на основании недостоверности предоставленных данных об имущественных владений кандидатов, а также наличия в федеральном списке кандидата под номером 2, красноярского предпринимателя в розыске Анатолия Быкова, отказала ЛДПР в регистрации её федерального списка кандидатов в депутаты Госдумы. Тогда за 2 дня кандидаты от ЛДПР и члены Партии духовного возрождения России и Российского союза свободной молодёжи утвердили на чрезвычайном съезде ЛДПР новый избирательный блок — «Блок Жириновского» с новым федеральным списком кандидатов.
18 января 2000 года в Госдуме третьего созыва Жириновский был избран заместителем председателя Государственной Думы, а руководителем фракции ЛДПР стал И. В. Лебедев (сын В. В. Жириновского).
В 2000 году ЛДПР, как утверждается самой партией, активно предлагала создать на территории страны несколько крупных губерний, одинаковых по своему статусу, образованных по территориальному принципу, с примерно одинаковой численностью населения и не имеющие никаких собственных конституций и национальных государственных языков. Это предложение ЛДПР, согласно информации партии, частично было осуществлено весной 2000 года, когда Президент России Владимир Путин подписал президентский указ, который создавал федеральные округа на территории Российской Федерации.
Исполняя требования принятого в 2001 году Федерального закона «О политических партиях», решением XIII съезда партии (13 декабря 2001 г.) ЛДПР реорганизована из общероссийской общественно-политической партии в политическую партию.
В августе 2003 года председатель ЛДПР Владимир Жириновский с депутатами и активом партии совершил поездку на поезде длительностью в 24 дня по маршруту Москва—Владивосток—Москва, посетив 168 населённых пунктов в 29 субъектах России.
ЛДПР, так же, как и руководство России, признаёт независимость Южной Осетии и Абхазии.
В 2012 году член ЛДПР А. В. Островский был наделён полномочиями губернатора Смоленской области, а после возвращения института выборов глав регионов страны Островский в 2015 году был избран на пост губернатора области с результатом в 65,18 %. Впоследствии на выборах глав субъектов России в сентябре 2018 года на должности губернаторов Владимирской области и Хабаровского края были избраны соответственно В. В. Сипягин и С. И. Фургал — кандидаты от ЛДПР.
По результатам исследования фонда «Общественное мнение» (ФОМ) в 2013 году председатель ЛДПР Владимир Жириновский вошёл в тройку самых влиятельных людей России. Граждане 43 субъектов России назвали лучшего человека страны в сфере культуры, политики и спорта — на первом месте Владимир Путин, на втором — Сергей Шойгу, на третьем — Владимир Жириновский. В 2014 году председатель ЛДПР Владимир Жириновский был уже на втором месте после Владимира Путина по результатам опроса фонда так же в 43 субъектах России. Владимир Жириновский по опросу этого же фонда попал в тройку самых влиятельных лиц России и в 2018 году — первым оказался Владимир Путин, вторым — Сергей Лавров, третьим — Владимир Жириновский.
1 марта 2014 года партия выступает с заявлением о том, что поддерживает решение руководства государства о введении российской армии в Крым «для обеспечения безопасности российских и украинских граждан, проживающих на территории Крыма», как и думская фракция КПРФ.
Согласно официальной позиции ЛДПР, партия признаёт независимость самопровозглашённых государств ДНР и ЛНР, указывая на то, что на их территории живёт русский народ, имеющий право на решение своей судьбы. Фракция «Единая Россия» в Государственной Думе в ноябре 2014 года в ответ на намерение ЛДПР внести на рассмотрение палаты парламента вопрос о признании ДНР и ЛНР заявила о том, что вопрос признания этих республик, пока действуют минские соглашения, неактуален.
С июля по сентябрь 2014 года в санкционные списки Европейского союза, Канады, Австралии, Швейцарии за, как отмечает ЛДПР, активную поддержку Новороссии, Крыма и Севастополя включены Владимир Жириновский, Игорь Лебедев, Леонид Слуцкий, Михаил Дегтярёв.
В феврале 2017 года был утверждён новый орган ЛДПР — Президиум фракции. В его состав вошли парламентарии Игорь Лебедев, Александр Курдюмов, Вадим Деньгин, Михаил Дегтярёв, Алексей Диденко, Ярослав Нилов и Елена Строкова. Основные функции Президиума — оперативное решение партийных вопросов, а также вопросов, связанных с думскими законопроектами.
28 января 2019 года Владимир Жириновский был записан в Книгу рекордов России за участие в наибольшем количестве предвыборных президентских кампаний России. Владимир Жириновский участвовал в выборах президента России шесть раз как кандидат от ЛДПР. Церемония его награждения прошла в Государственной Думе России.
6 апреля 2022 года глава партии Владимир Жириновский скончался после продолжительной болезни в возрасте 75 лет.

### 2022 —н.в.: ЛДПР после смерти Жириновского
18 мая 2022 года лидером фракции в Государственной думе был избран председатель комитета по международным делам Леонид Слуцкий. Вскоре, 27 мая 2022 года на съезде ЛДПР Слуцкий был избран председателем партии.
Намеченные на сентябрь 2022 года региональных выборах (Краснодарский край, Пензенская область, Саратовская область, Сахалинская область, Северная Осетия, Удмуртия) должны были показать жизнестойкость партии, которая теперь не могла также активно использовать ранее возглавлявшего партийные списки на выборах всех уровней Жириновского в своей предвыборной кампании. По итогам выборов в половине регионов партия ухудшила свои результаты, в остальных — сохранила или незначительно улучшила.

## Организационная структура

### Съезды ЛДПСС—ЛДПР
| №                                                | Дата проведения          | Место проведения                        | Принятые решения |
| ------------------------------------------------ | ------------------------ | --------------------------------------- | --- |
| I /учредительный/ съезд ЛДПСС                    | 31 марта 1990 г.         | Москва, ДК им. Русакова                 | Утверждены Программа и Устав ЛДПСС. Председателем партии и членом ЦК избран В. В. Жириновский. Всего участвовало 215 делегатов из 41 региона 8 Союзных республик. |
| /чрезвычайный/ съезд ЛДПСС                       | 6 октября 1990 г.        | Москва                                  | Главный координатор ЦК ЛДПСС Владимир Богачёв выдвигает на повестку съезда предложение лишить поста Председателя ЛДПСС и исключить из партии Владимира Жириновского за предполагаемое сотрудничество последнего с КГБ СССР, съезд большинством голосов принимает соответствующие решения; партия переименовывается в «ЛДП». Вскоре после завершения съезда последовали заявления о его неправомочности.                                                                       |
| «Всесоюзная конференция с правами съезда партии» | 20 октября 1990 г.       | Москва, ДК им. Русакова                 | Конференция собрана В. В. Жириновским и его сторонниками. Исключены из партии В. Н. Богачёв и его сторонники, внесены изменения в Устав, возвращено название партии, расширен состав Центрального комитета до 26 человек и сформирован новый руководящий орган — Высший Совет (состоял из пяти человек). |
| II съезд ЛДПСС                                   | 13—14 апреля 1991 г.     | Москва                                  | Выдвижение кандидатом на пост Президента РСФСР от ЛДПСС В. В. Жириновского. |
| III съезд ЛДПСС—ЛДПР                             | 18—19 апреля 1992 г.     | Москва                                  | Принято решение учредить и зарегистрировать в Минюсте Либерально-демократическую партию России (ЛДПР), утвердить Программу ЛДПР и Устав ЛДПР. Председателем ЛДПР избран В. В. Жириновский. |
| IV съезд ЛДПР                                    | 24—25 апреля 1993 г.     | Москва                                  | Председателем партии переизбран В. В. Жириновский. |
| V съезд                                          | 2 апреля 1995 г.         | Москва                                  | Выступление В. В. Жириновского с докладом, который включает в себя анализ событий «чёрного октября», подведение итогов первых выборов в Думу и определение задач партии в парламенте. |
| VI съезд                                         | 2 сентября 1995 г.       | Москва                                  | Утверждение общефедерального списка кандидатов в депутаты Госдумы II созыва от ЛДПР и списка кандидатов в депутаты Госдумы по 225 одномандатным округам. В первую тройку списка вошли В. В. Жириновский, С. Н. Абельцев и А. Д. Венгеровский. |
| VII съезд                                        | 10 января 1996 г.        | Москва                                  | Кандидатом на пост Президента Российской Федерации от ЛДПР был выдвинут В. В. Жириновский. Лозунг президентской кампании: «Я подниму Россию с колен». |
| VIII съезд                                       | 25—26 апреля 1998 г.     | Москва                                  | Принята резолюция съезда «Об исторической роли ЛДПР в современной России». Принятие новой редакции Программы ЛДПР. Председателем ЛДПР переизбран В. В. Жириновский. |
| IX съезд                                         | 25 апреля 1999 г.        | Москва                                  | Принятие обращения к народам России: «Главная цель ЛДПР — добиться единства общества и власти, единства всех граждан России». |
| X съезд                                          | 11 и 20 сентября 1999 г. | Москва                                  | Утверждение федерального списка кандидатов в депутаты Госдумы III созыва (200 человек) и список кандидатов в депутаты по одномандатным округам от ЛДПР, а также выдвижение кандидатуры по выборам на пост мэра Москвы. Предвыборную федеральную тройку возглавили В. В. Жириновский, А. П. Быков и М. И. Мусатов, однако последний был заменён на Алексея Митрофанова. |
| Объединённый съезд                               | 13 октября 1999 г.       | Москва                                  | Создание избирательного блока «Блок Жириновского» в связи с отказом ЦИК РФ в регистрации федерального списка кандидатов в депутаты Госдумы партии. Утверждение обновлённого списка кандидатов в депутаты в рамках нового объединения: первую тройку возглавили лидер ЛДПР Владимир Жириновский, глава комитета по информполитике Госдумы Олег Финько и депутат Госдумы, заместитель главы ЛДПР Егор Соломатин. Лозунг предвыборной кампании: «Блок Жириновского — это ЛДПР!». |
| XI съезд                                         | 6 января 2000 г.         | Москва                                  | Утверждение кандидатом на предстоящих президентских выборах В. В. Жириновского. Лидер ЛДПР совершает предвыборную поездку по городам Поволжья, Северного Кавказа, Урала, Западной Сибири и центра России. |
| XII съезд                                        | 12 мая 2001 г.           | Москва                                  | Рассмотрение вопроса «О политической ситуации в России после февральских выборов и задачах партии». |
| XIII съезд                                       | 13 декабря 2001 г.       | Москва                                  | Принятие решения о преобразовании Общероссийскую общественно-политической партии «Либерально-демократическая партия России» в Политическую партию «Либерально-демократическая партия России» в связи с принятием Федерального закона России «О политических партиях». |
| XIV съезд                                        | 8 сентября 2003 г.       | Москва                                  | Принятие и одобрение федерального списка кандидатов от ЛДПР и списка кандидатов в депутаты Госдумы IV созыва по одномандатным избирательным округам. Девиз ЛДПР на выборах: «ЛДПР за бедных! ЛДПР за русских!». |
| XV съезд                                         | 26 декабря 2003 г.       | Москва                                  | Кандидатом на пост Президента Российской Федерации от ЛДПР был выдвинут О. А. Малышкин. Лозунги президентской кампании: «В стране не должно быть бездомных, безработных и голодных!», «Русские устали ждать!» и «Вспомнить о русских и заботиться о бедных». |
| XVI съезд                                        | 13 декабря 2004 г.       | Москва                                  | Был посвящён 15-летию партии. |
| XVII съезд                                       | 13 декабря 2005 г.       | Москва                                  | Утверждение новой Программы ЛДПР, внесение изменений в Устав ЛДПР в связи с законом о партиях, проведение выборов Председателя ЛДПР и Высшего Совета ЛДПР, утверждение предвыборного лозунга ЛДПР на следующий год: «Терпению народа приходит предел, мы выбираем ЛДПР». |
| XVIII съезд                                      | 25 апреля 2006 г.        | Москва                                  | 60-летие лидера ЛДПР В. В. Жириновского. |
| XIX съезд                                        | 17 сентября 2007 г.      | Москва                                  | Утверждение федерального списка кандидатов в депутаты Госдумы V созыва. Первую тройку предвыборного списка возглавили В. В. Жириновский, А. К. Луговой и сын В. В. Жириновского И. В. Лебедев. |
| XX съезд                                         | 13 декабря 2007 г.       | Москва                                  | Утверждение кандидатом на пост Президента России В. В. Жириновского. Предвыборные лозунги: «За всё ответите!», «Зачищу всю страну!», «Успокою всех!». |
| XXI съезд                                        | 17 мая 2008 г.           | Москва                                  | Приняты изменения в Устав ЛДПР. Председатель ЛДПР В. В. Жириновский представил предложения ЛДПР по усовершенствованию Конституции, структуре правительства, по вопросам, связанным с выборами. |
| XXII съезд                                       | 13—14 декабря 2009 г.    | Москва, Гостиный двор                   | Посвящён 20-летию партии. Разделение должностей председателя ЛДПР и главы Высшего Совета ЛДПР. Переизбрание В. В. Жириновского председателем ЛДПР. Введение Высшим Советом ЛДПР двух партийных наград — медали «Ветеран ЛДПР» и «Знак почёта ЛДПР». Ими награждаются активисты ЛДПР, которые внесли значительный вклад в развитие партии. |
| XXIII съезд                                      | 13 сентября 2011 г.      | Москва, Колонный зал Дома Союзов        | Утверждение федерального списка кандидатов в депутаты Госдумы VI созыва. Первую тройку предвыборного списка возглавили лидер партии В. В. Жириновский, глава комитета Госдумы по делам СНГ и связям с соотечественниками А. В. Островский и руководитель фракции ЛДПР в Госдуме, глава Высшего Совета ЛДПР И. В. Лебедев. Основной лозунг съезда: «ЛДПР — за русских!». |
| XXIV съезд                                       | 13 декабря 2011 г.       | Москва, ГК «Измайлово»                  | Выдвижение кандидатом в Президенты России В. В. Жириновского. Лозунги предвыборной кампании: «Жириновский или будет хуже!» и «Жириновский, и будет лучше!». |
| XXV съезд                                        | 13 декабря 2012 г.       | Москва, ГК «Измайлово»                  | Принято решение отказаться от названия «Либерально-демократическая партия России» и использовать только аббревиатуру «ЛДПР». |
| XXVI съезд                                       | 25 марта 2013 г.         | Красногорск, Crocus City Hall           | На пост председателя ЛДПР переизбран В. В. Жириновский. Избран Высший Совет ЛДПР и Центральная контрольно-ревизионная комиссия. |
| XXVII съезд                                      | 11 июня 2013 г.          | Москва                                  | Съезд восстановил расшифровку полного названия партии (отменил решение XXV съезда), партия официально стала именоваться: «Политическая партия ЛДПР — „Либерально-демократическая партия России“». Представлен доклад «Пропаганда ЛДПР в 2013 году». |
| XXVIII съезд                                     | 26 марта 2016 г.         | Москва                                  | Выступление В. В. Жириновского с политическим докладом и принятие нового устава партии. |
| XXIX съезд                                       | 28 июня 2016 г.          | Москва                                  | Выдвижение федерального списка кандидатов в депутаты Государственной Думы VII созыва и кандидатов по одномандатным избирательным округам. Всего на XXIX съезд партии было прибыло 94 делегата от 85 региональных отделений ЛДПР. |
| XXX съезд                                        | 4 февраля 2017 г.        | Москва                                  | По итогам голосования участников съезда председателем партии единогласно переизбран В. В. Жириновский, он же возглавил вновь избранный Высший Совет. Избрана ЦКРК. |
| XXXI съезд                                       | 20 декабря 2017 г.       | Москва                                  | Выдвижение кандидатом в Президенты России В. В. Жириновского. |
| XXXII съезд                                      | 14 декабря 2020 г.       | Москва                                  | Проведение выборов Председателя ЛДПР и Высшего Совета ЛДПР. |
| XXXIII съезд                                     | 25 июня 2021 г.          | Москва                                  | Утверждение федерального списка кандидатов в депутаты Госдумы VIII созыва. |
| XXXIV съезд                                      | 27 мая 2022 г.           | Москва, штаб Центрального Аппарата ЛДПР | Проведение внеочередных выборов Председателя ЛДПР, в связи с уходом из жизни Основателя ЛДПР Владимира Вольфовича Жириновского. Новым Председателем ЛДПР единогласно был избран Слуцкий Леонид Эдуардович. |
| XXXV съезд                                       | 19 декабря 2023 г.       | Красногорск, Crocus City Hall           | Выдвижение кандидатом на должность Президента Российской Федерации Слуцкого Леонида Эдуардовича, внесение изменений в Устав ЛДПР, выборы членов Высшего Совета ЛДПР. |
| XXXVI съезд                                      | 13 декабря 2024 г.       | Москва, ВДНХ, 55-й павильон             | Съезд приурочен к 35-летию ЛДПР (13 декабря 1989 года — 13 декабря 2024 года). В повестке дня: торжественный доклад Председателя ЛДПР Л. Э. Слуцкого, отчёт ЦКРК ЛДПР, выборы нового состава ЦКРК ЛДПР. |

### Численность партии

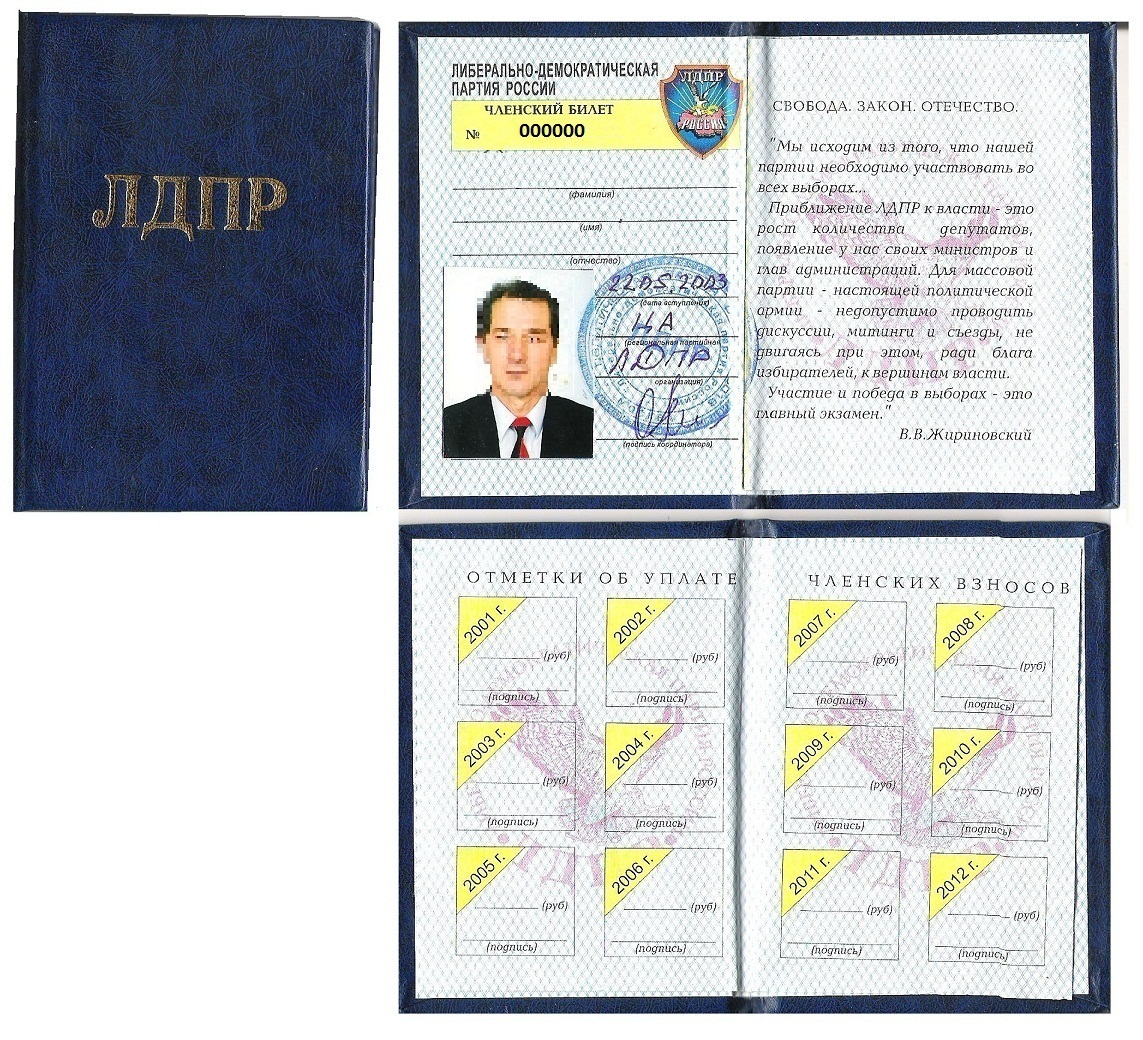
Партийный билет ЛДПР

По состоянию на апрель 2019 года, членами партии являются 297 345 человек. В 2008 году, по данным газеты «Коммерсантъ», в партии состояло 155 860 человек, в 1994 году — около 40 тыс. человек.
Партия насчитывает 85 региональных отделений, 2387 местных отделений, 945 общественных приёмных.

### Руководство
Председателем ЛДПР является на данный момент Леонид Эдуардович Слуцкий.
Состав высшего совета ЛДПР, избранный на XXXIV съезде партии в 2023 году:
- Леонид Слуцкий;
- Алексей Островский;
- Максим Зайцев;
- Сергей Каргинов;
- Владимир Кошелев;
- Александр Курдюмов;
- Андрей Луговой;
- Джамбулат Умаров;
- Иван Абрамов;
- Александр Балберов;
- Никита Березин;
- Виктор Бут;
- Михаил Дегтярёв;
- Владимир Костин;
- Андрей Крамар;
- Василина Кулиева;
- Сергей Леонов;
- Евгений Марков;
- Евгений Мишин;
- Антон Морозов;
- Дмитрий Новиков;
- Елена Строкова;
- Борис Чернышов.

## Партийные организации

### Партийные СМИ
Партийная печать:
- газета «ЛДПР»;
  - Первый выпуск вышел 21 июля 1995 года. Газета является официальным изданием ЛДПР и фракции ЛДПР в Госдуме. Выходит раз в месяц[37][74]. До 2009 года содержание газеты было неструктурированным и включало преимущественно статьи о Владимире Жириновском и проводимой им политике[75]. С седьмого номера 2009 года приобрела постоянные рубрики: «Актуально: события и комментарии», «Инициативы», «Депутаты ЛДПР в Государственной Думе», «Мнение», «Говорит народ России», «ЛДПР в регионах», «Это интересно» и другие[75]. Разовый тираж газеты на 2012 год, по различным мнениям, немал — 1,8 млн экз[75].
- журнал «За русский народ»;
  - Первый выпуск вышел в октябре 2003 года. Выходит раз в 3 месяца[35][74].
- телеканал «ЛДПР ТВ».
  - Круглосуточный интернет-телеканал партии, начал вещание 1 января 2014 года[76]. Канал обозревает политическую деятельность ЛДПР — ведёт репортажи из Госдумы, освещает деятельность партии в регионах и деятельность Председателя ЛДПР Л. Э. Слуцкого. Руководитель телеканала — Л. Э. Слуцкий.

### Университет мировых цивилизаций
Университет мировых цивилизаций имени В. В. Жириновского — частное высшее учебное заведение в Москве. Ректор — О. Н. Слоботчиков.

### История
«Университет мировых цивилизаций им. В. В. Жириновского» был создан 31 марта 1999 года с названием «Институт мировых цивилизаций» . Имеет лицензию на осуществление образовательной деятельности и государственную аккредитацию. Учредителями являются сам В. В. Жириновский и ЛДПР. В 2002 году политик Алексей Митрофанов, являвшийся в то время депутатом Государственной думы от ЛДПР, заявлял газете «Ведомости», что институт составит конкуренцию МГИМО.
В 2018 году институт получил в безвозмездное пользование сроком на 49 лет нежилое 15-этажное здание на Ленинском проспекте (дом 1/2, корпус 1), ранее принадлежавшее Российской академии наук. В том же году институт получил субсидию из государственного бюджета в размере 50 млн рублей, в 2019 году эта сумма составила 130 млн рублей. В проекте федерального бюджета на 2020 году финансовая поддержка института составила 353,8 млн рублей, а Жириновский пояснил РБК, что деньги выделены на ремонт полученного в пользование здания РАН, которое «не ремонтировалось более 40 лет и уже давно находится в плачевном состоянии».
1 июля 2022 года институт был переименован в Университет мировых цивилизаций имени В. В. Жириновского.
Среди выпускников — депутаты Государственной думы от ЛДПР Михаил Дегтярёв, Сергей Каргинов, Андрей Свинцов, Владимир Сысоев, Елена Афанасьева.
На территории института расположен трёхметровый памятник Жириновскому, изготовленный скульптором Зурабом Церетели, открытый в 2016 году к 70-летию основателя.

### Структура
В настоящее время состоит из шести факультетов (международных отношений и геополитики; современного права; управления и экономики; дизайна и цивилизационных коммуникаций; журналистики; лингвопереводческих технологий и развития международных коммуникаций), где ведётся обучение по специальностям «бизнес-информатика», «зарубежное регионоведение», «менеджмент», «политология», «психология», «реклама и связи с общественностью», «экономика», «журналистика», «лингвистика», «юриспруденция».

### Научные издания
Институт издаёт научные журналы:
- «Вестник Института мировых цивилизаций»[89]. Главный редактор — кандидат исторических наук, доктор политических наук, проректор по научной работе Института мировых цивилизаций С. Д. Козлов.
- «Либерально-демократические ценности»[90]. Главный редактор — кандидат политических наук, профессор О. Н. Слоботчиков.
- «Мировые цивилизации»[91][92]. Главный редактор — доктор экономических наук, профессор, директор Научного центра исследования истории и развития мировых цивилизаций Института мировых цивилизаций К. А. Кирсанов[93].

## Участие в выборах и представительство в органах власти

### Представительство в органах власти
По данным ЦИК РФ, на момент 2025 года, ЛДПР имеет 190 депутатов среди Законодательных собраний субъектов РФ; 109 депутатов в Городских думах столиц субъектов РФ; 3 676 глав муниципальных образований и/или депутатов органов местного самоуправления. Сама партия в том или ином виде имеет представительство среди органов власти любого уровня во всех 89 субъектах РФ.

#### Исполнительная ветвь власти
- Дегтярёв, Михаил Владимирович — министр спорта РФ ;

### Результаты федеральных выборов
| Выборы | Председатель         | Голосов    | %      | Мест      | +/-  | Место | Отношение к власти      |
| ------ | -------------------- | ---------- | ------ | --------- | ---- | ----- | ----------------------- |
| 1993   | Владимир Жириновский | 12 318 562 | 22,92% | 64 из 450 | —    | 1-e   | Оппозиция               |
| 1995   | Владимир Жириновский | 7 737 431  | 11,18% | 51 из 450 | ▼ 13 | ▼ 3-е | Оппозиция (1995 — 1998) |
| 1995   | Владимир Жириновский | 7 737 431  | 11,18% | 51 из 450 | ▼ 13 | ▼ 3-е | Коалиция (1998 — 1999)  |
| 1995   | Владимир Жириновский | 7 737 431  | 11,18% | 51 из 450 | ▼ 13 | ▼ 3-е | Поддержка (1999)        |
| 1999   | Владимир Жириновский | 3 990 038  | 5,98%  | 17 из 450 | ▼ 34 | ▼ 5-е | Поддержка               |
| 2003   | Владимир Жириновский | 6 944 322  | 11,45% | 36 из 450 | ▲ 19 | ▲ 3-е | Поддержка               |
| 2007   | Владимир Жириновский | 5 660 823  | 8,14%  | 40 из 450 | ▲ 4  | ▬ 3-е | Поддержка               |
| 2011   | Владимир Жириновский | 7 664 570  | 11,67% | 56 из 450 | ▲ 16 | ▼ 4-е | Поддержка               |
| 2016   | Владимир Жириновский | 6 917 063  | 13,14% | 39 из 450 | ▼ 17 | ▲ 3-е | Поддержка               |
| 2021   | Владимир Жириновский | 4 252 096  | 7,55%  | 21 из 450 | ▼ 18 | ▼ 4-е | Поддержка (2021 — 2024) |
| 2021   | Владимир Жириновский | 4 252 096  | 7,55%  | 21 из 450 | ▼ 18 | ▼ 4-е | Коалиция (2024 — н. в.) |

| Выборы | Кандидат             | Голосов   | %     | Место | Результат |
| ------ | -------------------- | --------- | ----- | ----- | --------- |
| 1991   | Владимир Жириновский | 6 211 007 | 7,81% | 3-е   | Не избран |
| 1996   | Владимир Жириновский | 4 311 479 | 5,70% | ▼ 5-е | Не избран |
| 2000   | Владимир Жириновский | 2 026 513 | 2,70% | ▬ 5-е | Не избран |
| 2004   | Олег Малышкин        | 1 405 315 | 2,02% | ▬ 5-е | Не избран |
| 2008   | Владимир Жириновский | 6 988 510 | 9,35% | ▲ 3-е | Не избран |
| 2012   | Владимир Жириновский | 4 458 103 | 6,22% | ▼ 4-е | Не избран |
| 2018   | Владимир Жириновский | 4 154 985 | 5,65% | ▲ 3-е | Не избран |
| 2024   | Леонид Слуцкий       | 2 795 629 | 3,20% | ▼ 4-е | Не избран |

## Идеология
На данный момент, политологи и независимые СМИ сходятся во мнении, что ЛДПР является ультраправой популистской националистической. По мнению независимых журналистов и политологов, не является ни либеральной, ни демократической партией, а её идеология состоит из ультраправого русского национализма, ксенофобии, авторитаризма и фашизма. С момента своего основания, несмотря на декларируемую оппозиционность, является составной частью системной оппозиции, создающую иллюзию демократии в России, но при этом находясь под частичным контролем администрации президента РФ. При этом, начиная с 2024 года фактически не является даже системной оппозицией, так-как имеет своего представителя в кабинете министров РФ.
В идеологических положениях партии говорится, что идеи патриотизма, которые поддерживает ЛДПР, никак не связаны и не имеют ничего общего с национализмом, однако несмотря на это, многими зарубежными экспертами партия описывается как националистическая, а её председатель Владимир Жириновский как ярый сторонник этих идей. По мнению политолога Валерия Соловья, ЛДПР дрейфует от радикального национализма к умеренному и наоборот, а в нынешней партийной системе занимает националистическую нишу (умеренная занята «Единой Россией»), поэтому отказ от националистической риторики для партии неприемлем.
ЛДПР в 2011 году провела для обсуждения «русского вопроса» круглый стол в Госдуме, на который были приглашены лидеры националистических организаций: Георгий Боровиков (НПФ Память), Дмитрий Дёмушкин (Славянский Союз), Дмитрий Бобров (НСИ) и Александр Белов-Поткин (экс-лидер ДПНИ). Данное мероприятие вызвало широкий общественный резонанс и, как утверждают российские эксперты, привлекло к ЛДПР русских националистов, а также укрепило позицию ЛДПР как патриотической партии. Однако лидеры русских националистов не были включены в избирательные списки ЛДПР.
Кроме того, в начале 1990-х годов ЛДПР сотрудничала с националистическими европейскими партиями — Национал-демократической партией Германии и Национальным фронтом Франции.

### Законопроекты ЛДПР

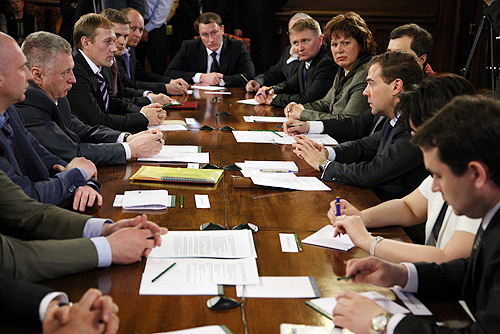
Представители фракции ЛДПР на встрече с президентом России Дмитрием Медведевым 28 мая 2009 г.

С 1994 по 2011 год ЛДПР внесла на рассмотрение в Госдуму 1095 законопроектов из 6147 внесённых в Думу. 961 законопроект от партии ЛДПР был рассмотрен.
С 2008 по 2011 год ЛДПР внесла 241 из 924 внесённых в Госдуму на протяжении этого времени законопроектов. За тот же период Госдума рассмотрела 360 законов, 80 из них от ЛДПР.
В 2006 году Владимиром Жириновским был внесён законопроект «О реабилитации участников Белого движения», который не был принят в первом чтении.
В 2009 году думской фракцией ЛДПР было подготовлено постановление, касающееся возврата золота А. В. Колчака, которое так и не было рассмотрено Госдумой.
За осеннюю сессию 2012 года ЛДПР внесла 177 законопроектов, 9 из которых было принято в первом чтении, 3 в третьем чтении: законы об ограничении доступа к противоправной информации в сети Интернет, об НКО, выполняющих функции иностранного агента, и о переносе срока применения положения законодательства в части утверждения порядка государственной регистрации медицинских изделий.
Многими средствами массовой информации отмечается, что фракция ЛДПР в Государственной Думе нередко вносит на рассмотрение законопроекты с резонансными идеями и предложениями. Так, например, депутат фракции С. В. Иванов в сентябре 2018 года внёс на думское рассмотрение законопроект о принятии в России Дуэльного кодекса после вызвавшего в обществе ажиотаж заявления директора Росгвардии В. В. Золотова о вызове им на дуэль оппозиционера А. А. Навального. В январе 2019 года Иванов внёс в Госдуму проект Федерального закона «О территориальных претензиях к Российской Федерации со стороны Японии» после начавшегося обсуждения в СМИ вопроса принадлежности южных Курильских островов и активных переговоров руководства России и Японии на предмет этой проблемы. Проект апеллирует к послевоенным соглашениям и мирному договору, в нём отмечается, что цепь островов «являются неотъемлемой частью Российской Федерации и располагаются в составе Сахалинской области». В документе отмечено, что острова принадлежат России по итогам Второй мировой войны, на основании Каирской декларации от 1 декабря 1943 года, Потсдамской декларации от 26 июля 1945 года и договора с Японией, подписанного в Сан-Франциско 8 сентября 1951 года. Этот проект Федерального закона был предложен к рассмотрению депутатам Госдумы заключениями Совета Госдумы и ответственного комитета палаты парламента.
В 2016 году фракция внесла на рассмотрение законопроект о запрете коллекторской деятельности, который был отклонён депутатами Госдумы. Фракция ЛДПР неоднократно вносила в Думу законопроекты об отмене ЕГЭ, но они каждый раз отклонялись.
В 2017 году депутаты фракции ЛДПР внесли в Госдуму законопроект об изменении гимна Российской Федерации — восстановления гимна «Боже, царя храни!» и переходе на юлианский календарь. Законопроект о гимне не был рассмотрен, о юлианском календаре — предложен ответственным думским комитетом к отклонению.
По словам Жириновского, депутатов Госдумы от ЛДПР, а также экспертов и информационных агентств, большое количество идей, законопроектов сначала отклоняются голосами депутатов Думы от «Единой России» под предлогом того, что авторство идеи принадлежит оппозиционной партии, а потом на рассмотрение Госдумы вносятся точно такие же инициативы депутатами от «Единой России», которые сразу же принимаются палатами парламента и подписываются Президентом России.

## Мнения, критика, обвинения, скандалы
Со стороны федеральных властей партия и её фракция в Государственной Думе получает поддержку. Действующий Президент Российской Федерации Владимир Путин неоднократно говорил, что лидер партии Владимир Жириновский хоть и «эпатирующий и талантливый человек, но очень много здравых предложений звучит от него, здравых вполне». На предмет оценки фракции ЛДПР Владимир Путин 25 декабря 2018 года сказал следующее:

У Вас [Владимира Жириновского] всегда выступления яркие, у Вас всегда есть своя собственная позиция, и у фракции. Знаю, что она часто не совпадает с мнением Правительства, но в целом фракция занимает конструктивную позицию по ключевым вопросам, за что хочу выразить Вам особую признательность и прошу передать эти слова членам фракции ЛДПР.
— 
Однако ЛДПР нередко подвергалась различной критике. Согласно точке зрения некоторых политологов, ЛДПР является «партией одного человека», а её программа не соответствует принципам ни либерализма, ни либеральной демократии. Напротив, популистская, как ими отмечается, идеология ЛДПР не носит системного характера и меняется в соответствии с текущей политической конъюнктурой. Политологи также отмечают, что ЛДПР фактически не является оппозиционной партией, а активно играет на стороне власти. Так, по мнению директора Алтайской школы политических исследований профессора Юрия Чернышёва, «Спецпроект ЛДПР» выполняет для власти роль нейтрализатора протестного и маргинального электората. Как считает Чернышёв, Жириновский и его партия полезны власти ещё и потому, что через них она может организовывать информационные акции на грани провокаций, зондировать общество, проверять, насколько оно ещё готово подвинуться в сторону авторитаризма.
ЛДПР часто поднимает «русский вопрос» и борется за полноценность в правах русского народа, за что её нередко обвиняют в национализме и ксенофобии, как это произошло перед парламентскими выборами 2011 года. В ноябре 2011 года Центральная избирательная комиссия России призвала ЛДПР «воздерживаться от распространения в агитационных материалах суждений и высказываний, содержащих признаки пропаганды исключительности, превосходства или неполноценности человека по признаку его национальной принадлежности, а также ксенофобии и национализма в целом, призывов к возбуждению национальной розни». Поводом для заявления Центризбиркома послужила агитационная брошюра партии тиражом 5 тыс. экземпляров, в которой содержался доклад на тот момент времени руководителя фракции ЛДПР в Государственной Думе И. В. Лебедева о русском вопросе. Среди изъянов национальной политики страны он называл '«существование национальных республик, претендующих на то, чтобы быть национальными государствами соответствующих этносов, и тем самым подрывающих территориальное единство России»' и то, что «одни регионы России могут жить и развиваться за счёт других». Кроме того, в брошюре Игорь Лебедев говорил о дискриминации русских, которые в национальных регионах «выдавливаются из исполнительной и законодательной власти, теряют позиции в сфере науки и культуры, подвергаются дискриминации по причине недостаточно хорошего знания местного языка», а также вспоминал об этнической преступности. Центральная избирательная комиссия посчитала слова И. В. Лебедева «граничащими с понятием экстремизма». Никаких последствий партия не понесла, думская фракция ЛДПР заявила о том, что от русского вопроса отказываться не собирается.

Депутат Государственной Думы I—III и VI созывов, член ЛДПР в 1991—2006 гг. и вступивший в «Справедливую Россию» в 2006 году Олег Финько критикует ЛДПР за неустойчивость своих идеологических и политических интересов.
Зачастую бывало так, что мы в Думе отстаивали сначала одни интересы, а потом все кардинально менялось, и мы вынуждены были отстаивать уже другие интересы, постоянства или чёткой идеологической направленности не было.
По мнению бывшего руководителя фракции ЛДПР в Законодательном собрании Свердловской области Дениса Носкова, покинувшего партию в 2016 году из-за конфликта с руководством ЛДПР в связи с тем, что партия выдвинула в Госдуму по одномандатному округу не его, а местного бизнесмена, осенью 2016 года сказал, что «ЛДПР не стремится к власти, она просто концентрирует протестный электорат, а победа и реальная работа ей не нужны».

### Продажа мест в списках ЛДПР
С момента первых парламентских выборов в России в 1993 году ЛДПР нередко освещается как партия, которая продаёт места в своих списках бизнесменам. На выборах 1993 года в Государственную думу ЛДПР лидировала по количеству бизнесменов среди избранных от неё депутатов — 23 человека. При этом избранные от ЛДПР бизнесмены могли, по словам историка Ю. Г. Коргунюка, переходить в другие фракции без какого-либо порицания со стороны Жириновского. По словам бывшего спонсора ЛДПР место в партийном списке партии на выборах 1995 года стоило около 1 — 1,5 млн долларов (4 500 000 000 — 6 750 000 000 неденоминированных рублей на декабрь 1995 г.).
О том, какие расценки существовали в ЛДПР на место депутата Государственной думы в начале 2000-х годов свидетельствует следующий случай. В сентябре 2007 года Владимир Жириновский предъявил ксерокопию расписки бывшего однопартийца Алексея Митрофанова, в которой тот обязался оказать ЛДПР до 1 мая 2004 года «материальную помощь» в размере 2 млн евро. По словам Жириновского, это была плата за включение Митрофанова в партийный список ЛДПР на выборах в Государственную думу в 2003 году.

В 2016 году бывший глава фракции ЛДПР в Свердловской области Денис Носков, покинувший накануне ЛДПР, утверждает, что места и должности в партии «откровенно сливают за деньги».
Мандат в Госдуму, по моей информации, обойдётся в 500—600 миллионов рублей. Занёс чемодан — получил какую-то должность или стал кандидатом. Это не партия, а бизнес-проект. В законодательное собрание ещё может случайный человек, как я в 2013 году, попасть, а в Госдуму — едва ли.
Тем не менее в своих интервью и выступлениях Жириновский всегда утверждает, что депутатские места в списках либо напрямую в Думу он и ЛДПР никогда не продавали. Однако он отмечал, в частности, у В. Познера в 2010 году, что несколько раз подобное было, «но это не было покупкой чего-либо, человек использовал наши структуры для того, чтобы заниматься любимым делом». Жириновский утверждал, что с таких депутатов фракции, если они ничего не делали, партия взимала деньги «на партийные нужды», позже — выгоняла.

### Санкции
16 декабря 2022 года, на фоне вторжения России на Украину, ЛДПР была внесена в санкционный список Евросоюза. По данным Евросоюза, партия поддержала агрессивную войну России против Украины, поддержала аннексию оккупированных территорий Украины, таким образом партия отвечает за поддержку действий, которые подрывают или угрожают территориальной целостности и независимости Украины. Все активы партии в Евросоюзе будут заморожены, любому члену этих партий будет запрещён въезд в ЕС.
21 декабря 2022 года, по аналогичным основаниям, партия ЛДПР внесена в санкционный список Швейцарии, а 22 апреля 2023 года попала под санкциями Украины.

## Доходы и расходы
В бюджете партии членские взносы составляли в 2002—2009 годах от 0,07 % до 0,91 %. В 1990-е годы партия, как утверждается специалистами в области изучения лоббизма, прибегала к методам сбора спонсорских пожертвований, напоминающим вымогательство. Например, перед выборами в Государственную думу 1995 года ЛДПР, как сообщалось, разослала по коммерческим и промышленным структурам письма-предупреждения: той организации, которая пожертвует партии 10 тыс. долларов (45 000 000 неденоминированных рублей на декабрь 1995 г.), ЛДПР обещала включение в «белый» список, а той организации, которая откажется платить было обещано занесение в «чёрный» список.
В 2008 году деятельность ЛДПР на 26 % была профинансирована из федерального бюджета, в 2009 году государственное финансирование составило около 81 % доходов партии, тогда как, например, КПРФ в 2008 и 2009 годах из федерального бюджета получила 41 % и 54 % соответственно; партия «Единая Россия» — около 23,5 % и 27 % в 2008 и 2009 годах соответственно.
В 2009 году 0,9 % доходов партии составили пожертвования граждан, 13,8 % — перечисления юридических лиц, тогда как у КПРФ эти показатели составили 15,7 % и 5,4 % доходов партии соответственно; у «Единой России» — 0,3 % и 63,8 %; у «Справедливой России —Патриотов — За правду» — 10,8 % и 58,1 %; у партии «Яблоко» — 1,9 % и 97,8 % доходов соответственно.
В 2015 году ЛДПР получила 1 130 845,5 тыс. рублей (третье место среди политических партий России), а потратила 1 483 567,7 тыс. рублей. Основную долю доходов ЛДПР в 2015 году составило государственное финансирование (за полученные на выборах голоса избирателей) — 74,6 % доходов и только 0,03 % членские взносы. Такая структура доходов в 2015 году характерна для всех российских партий, представленных в Госдуме.
Структура расходов ЛДПР в 2015 году была следующей:
- Содержание руководящих органов партии — 1,9 %;
- Содержание региональных отделений — 4,1 %;
- Перечисления в избирательные фонды — 10,3 %;
- Агитационно-пропагандистская деятельность (учреждение и содержание собственных СМИ, информагентств, типографий, учебных заведений, а также выпуск агитационно-пропагандистских материалов) — 52,8 %;
- Публичные мероприятия, съезды, собрания и тому подобное — 15,0 %
- Другие расходы — 15,9 %.

В 2015 году ЛДПР значительно превосходила другие парламентские партии по доле расходов на агитационные цели и имела наименьшую долю расходов на содержание центрального руководства и региональных отделений.